# Casa del Terrore

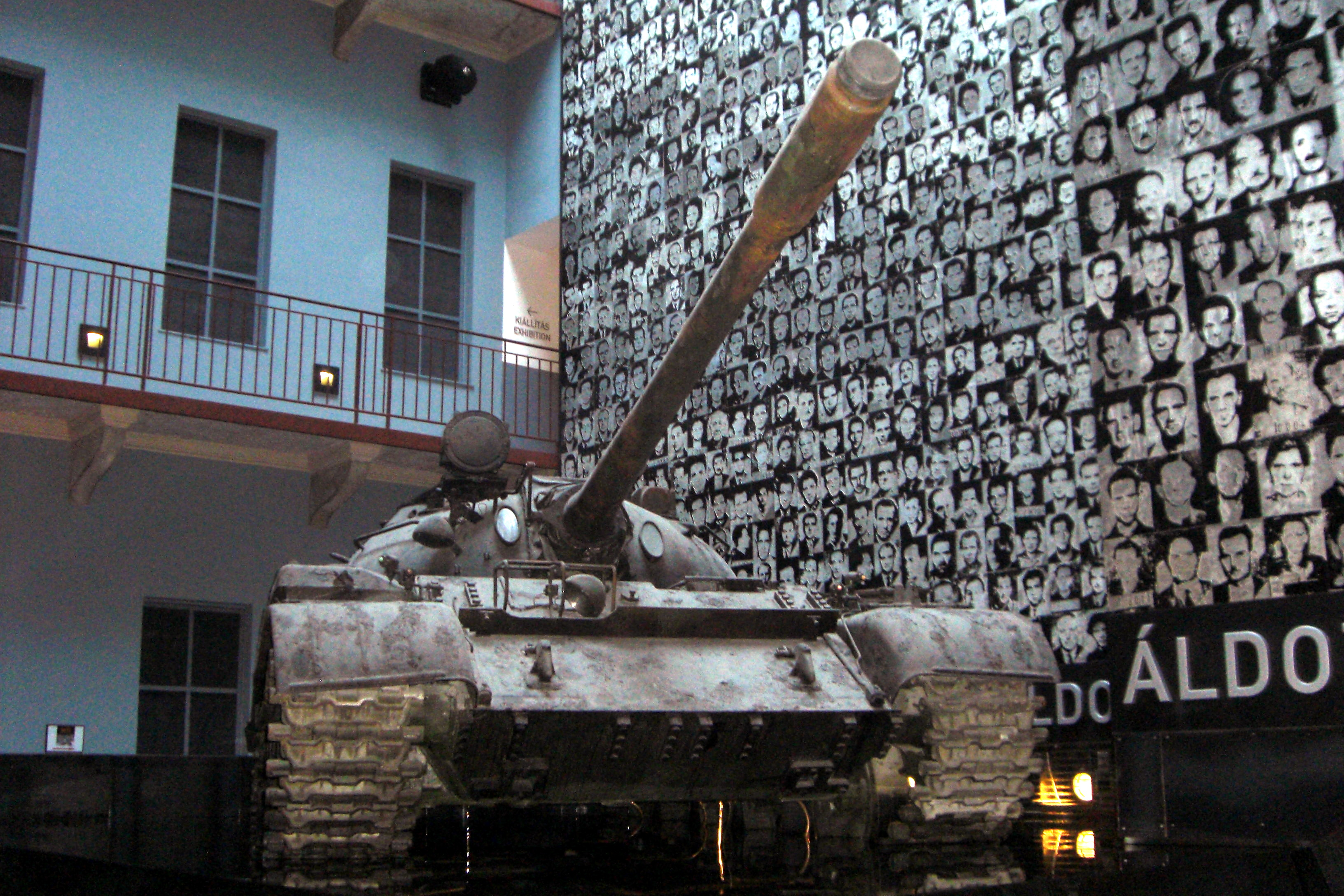
Carro armato T-55 con foto delle vittime del regime comunista ungherese

La Casa del terrore (in ungherese Terror Háza) è un museo che si trova a Budapest, sul viale Andrássy.
Il museo si trova in un edificio costruito nel 1880, che venne usato come quartier generale della polizia politica sia fascista che comunista e ospita mostre relative al regime fascista e comunista nell'Ungheria del XX secolo ed è anche un memoriale per le vittime di questi regimi, compresi quelli detenuti, interrogati, torturati o uccisi nell'edificio. Il museo è stato aperto il 24 febbraio 2002 e il direttore generale del museo è da allora Mária Schmidt.
Il museo testimonia i tragici effetti dei regimi che oppressero l'Ungheria durante e dopo la Seconda guerra mondiale: musiche e luci nelle varie sale ricreano l'atmosfera angosciosa della vita durante questo periodo e sotto entrambe le dittature fascista e comunista.
La Casa del Terrore ha diversi punti focali, fra i più importanti ricordiamo il carro armato sovietico presente nel cortile;
- La ricostruzione della prigione e delle celle di tortura nel seminterrato;
- La grande parete con le fotografie di alcune vittime.

Il museo è stato ultimato nel 2002 in seguito al restauro della vecchia "Casa della lealtà" che fu il quartier generale dei nazisti prima e dei comunisti poi. La sua realizzazione fu voluta dal Primo ministro ungherese Viktor Orbán.